# Bruno Conti
Bruno Conti (Nettuno, 13 de março de 1955) é um ex-futebolista italiano que atualmente trabalha como olheiro para a Roma.